# Cerchio di Goseck

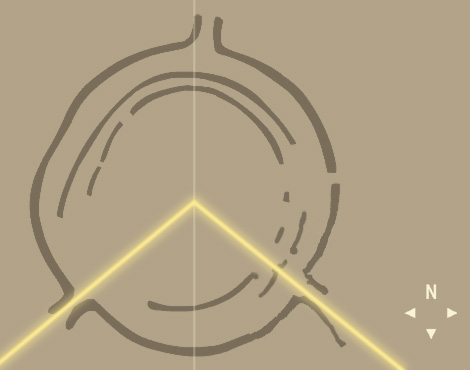
Cerchio di Goseck. Le linee gialle indicano la direzione del sole durante il tramonto e l'alba del solstizio d'inverno. La linea verticale indica il meridiano.

Il cerchio di Goseck è una struttura neolitica sita presso Goseck, Burgenlandkreis, Sassonia-Anhalt, Germania. È costituito da un insieme di fossati concentrici di 75 metri di diametro e da due palizzate sempre circolari con entrate in punti ben definiti. Si ritiene che sia il più antico osservatorio solare attualmente conosciuta in Europa. Le ricerche sul sito hanno messo in evidenza il fatto che in Europa, durante il neolitico e l'età del bronzo, l'osservazione del cielo fosse molto più evoluta di quanto pensavano gli studiosi. Il sito è stato reso pubblico nel mese di agosto 2003. I media tedeschi hanno chiamato il sito "Stonehenge tedesca", anche se l'uso del termine henge al di fuori della Gran Bretagna è contestato.

## Contesto

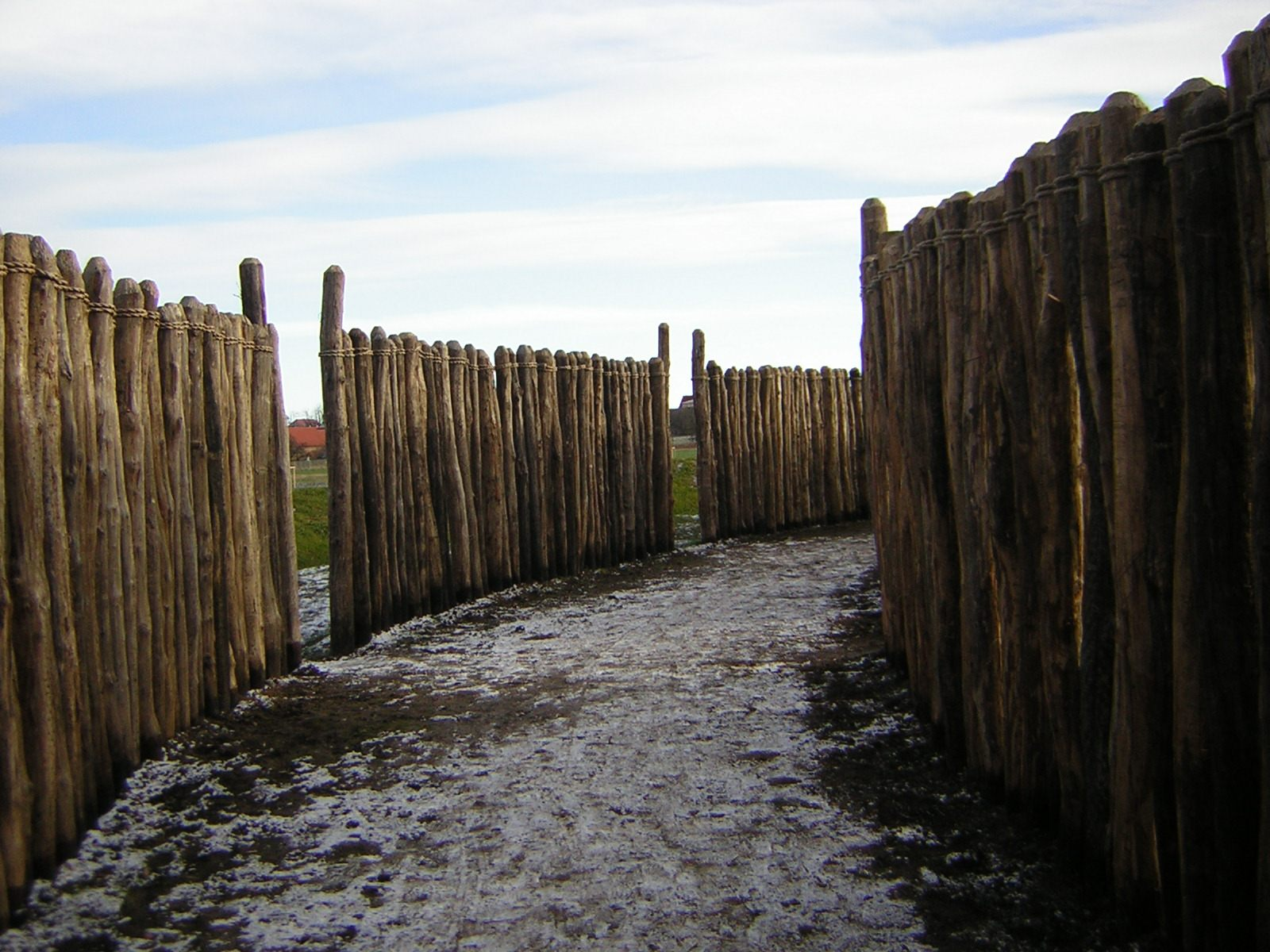
Vista interna della palizzata recentemente ricostruita.

Il cerchio di Goseck è sicuramente quello che è stato maggiormente studiato tra i 250 siti simili rinvenuti tra la Germania, l'Austria e la Croazia; in realtà solo il 10% di questi è stato oggetto di interesse accademico. Goloring, vicino a Coblenza, è un sito molto simile a questo, anche se più tardo. In precedenza si pensava che questi complessi fossero delle fortezze, ma il fatto che all'interno di essi non si rinvenissero edifici lasciava molto perplessi gli archeologi.
Nell'Europa preistorica, non tutti i luoghi adibiti a culto, o utilizzati a fini calendariali o per osservazioni del cielo, erano realizzati con megaliti; Stonehenge è un esempio atipico. Infatti anche nel sito inglese fu costruito prima un fossato con strutture lignee, solo successivamente si passò ad utilizzare i grandi megaliti; questo si è scoperto quando sono venute alla luce le buche che ospitavano i pali in legno.

## Descrizione
Il cerchio di Goseck è uno dei meglio conservati e il sito meglio esaminato rispetto agli altri simili realizzati nei paraggi più o meno nel medesimo periodo. Il suo stato di conservazione ha indotto gli studiosi a ritenerlo un osservatorio solare, anche se alcuni archeologi non sono del tutto convinti. Quando il sito fu aperto al pubblico per la prima volta, Harald Meller, un archeologo, lo definì una pietra miliare nella ricerca archeologica.
Gli scavi effettuati rivelano che il sito di Goseck consisteva in quattro cerchi concentrici, un tumulo, un fossato e due palizzate in legno. Le palizzate avevano tre serie di porte a sud-est a sud-ovest e nord. Al solstizio d'inverno, gli osservatori situati al centro del sito avrebbe visto il sole sorgere e tramontare attraverso le porte di sud-est e sud-ovest. Frammenti di ceramica rinvenuti in situ hanno permesso di datare l'osservatorio al 4.900 a.C. 
La cultura che ha realizzato il monumento è quella chiamata dagli studiosi ceramica decorata "a punzone". La maggior parte degli archeologi concorda sul fatto che il sito fu utilizzato per osservazioni astronomiche. Si pensa che fosse utilizzato per calcoli calendariali e per armonizzare tra loro il calendario lunare e quello solare (più richiesto per usi pratici). Comunque gli studiosi non sono d'accordo sul fatto che tutto il sito abbia avuto un solo tipo di utilizzo.

## Altre osservazioni sul monumento
Gli scavi hanno portato alla luce evidenti tracce di focolai e reperti ossei bruciati appartenenti ad animali e a uomini. Vicino all'ingresso di sud-est è stato rinvenuto un teschio umano, risultato forse di un sacrificio di consacrazione.
Non vi è alcun segno di incendio o di distruzione, quindi il motivo dell'abbandono del sito non è noto. Più tardi gli abitanti del villaggio scavarono un fossato difensivo attorno al vecchio recinto.

## Scoperta
Il primo indizio dell'esistenza del monumento lo ha fornito una foto eseguita da un aereo, la quale metteva in evidenza delle fasce circolari in un campo di grano. Francois Bertemes e Peter Biehl dell'Università di Halle-Wittenberg iniziarono un importante scavo del sito nel 2002. Successivamente gli studiosi misero in relazione la posizione delle porte con i dati GPS e si resero conto dell'importanza del sito come strumento di osservazione celeste.

## Il sito al giorno d'oggi
Bertemes e Biehl hanno continuato gli scavi per un paio di settimane ogni anno. Nel 2004 un gruppo di studiosi della Università della California, Berkeley, ha aderito agli scavi in corso, dandogli importanza in ambito internazionale.
Gli archeologi e funzionari statali hanno ricostruito la palizzata di legno del sito. Il legno è stato lavorato a mano in modo da apparire più autentico. Il sito è stato aperto al pubblico il 21 dicembre 2005, al solstizio d'inverno.

## Fonti
- Ulrich Boser - Solar Circle, Archaeology Magazine luglio/agosto 2006
- Francesco Garuffi, Massimo Bonasorte - Archeo, aprile 2008, p. 38-49